# Стадион Идалго
Стадион Идалго (шп. Estadio Hidalgo) је фудбалски стадион који је добио име по Мигелу Идалгу. Налази се у мексичкој држави Идалго, такође названа у част Мигела Идалга.
Овај спортски објекат је један од мексичких средњих фудбалских стадиона, а има капацитет за 30.000 места и саграђен је 1993, али недавно је потпуно реновиран и модернизован. Овај стадион се углавном користи за фудбалске утакмице и дом је ФК Пачука.